# L'Évadé
Pour les articles homonymes, voir Breakout et L'Évadé (homonymie).
Pour plus de détails, voir Fiche technique et Distribution.
L'Evadé (Breakout) est un film d'aventure américain réalisé par Tom Gries en 1975. C'est une adaptation libre du livre The 10-second jailbreak: The helicopter escape of Joel David Kaplan, écrit par Warren Hinckle, William Turner et Eliot Asinof d'après des faits réels, paru en 1973.

## Synopsis
En 1971, l'homme d'affaires américain Jay Wagner est injustement accusé d'un meurtre et incarcéré dans une prison au Mexique. Son épouse Ann engage Nick Colton, un pilote d'avion et d'hélicoptère aguerri, pour libérer son mari.

## Fiche technique
- Titre original : Breakout
- Réalisation : Tom Gries
- Scénario : Howard B. Kreitsek, Marc Norman et Elliott Baker, d'après un livre de Warren Hinckle, William Turner et Eliot Asinof
- Production : Irwin Winkler, Robert Chartoff
- Société de production :  Columbia Pictures Corporation
- Musique : Jerry Goldsmith
- Photographie : Lucien Ballard
- Direction artistique : Alfred Sweeney
- Durée : 96 min
- Pays de production :  États-Unis
- Langue : anglais
- Couleur : DeLuxe
- Son : Mono
- Dates de sortie :
  - États-Unis : 22 mai 1975
  - France : 19 mars 1975

## Distribution
- Charles Bronson (VF : Claude Bertrand) : Nick Colton
- Robert Duvall (VF : Jacques Thébault) : Jay (John en VF) Wagner
- Jill Ireland (VF : Brigitte Morisan) : Ann Wagner
- Randy Quaid (VF : Jacques Balutin) : Hawk Hawkins
- Sheree North (VF : Perrette Pradier) : Myrna Spencer
- Alan Vint (VF : Bernard Murat) : Harve
- John Huston (VF : Jean Davy) : Harris Wagner
- Roy Jenson (VF : Pierre Collet) : Shérif Spencer
- Paul Mantee (VF : Jacques Degor) : Kebble
- Alejandro Rey (VF : Philippe Mareuil) : Sanchez, l'avocat de Jay Wagner
- Emilio Fernández (VF : Jean-Henri Chambois) : J.V., le directeur de la prison fédérale de Mexico
- José María Caffarel (VF : Henri Poirier) : le médecin de la prison fédérale
- Sidney Clute (VF : Alain Nobis) : Henderson
- Chalo González (VF : Albert Augier) : le garde du poste frontière mexicain
- Dan Frazer (VF : René Bériard) : Smitty, l'inspecteur des douanes à Brownsville

## Production
Les scènes figurant la prison ont été tournées dans les Pyrénées-Orientales du 9 au 29 septembre 1974, au Fort de Bellegarde, situé au Perthus. Charles Bronson séjournait à l'Hôtel Le Catalan à Banyuls sur mer durant le tournage. Les gitans de Perpignan ont été engagés comme figurants pour faire office de mexicains.